# Шишкин, Сергей Николаевич (авиастроитель)
Сергей Николаевич Шишкин (02.03.1902 — 16.07.1981) — советский учёный, организатор науки и государственный деятель. Специалист в области прочности авиационных конструкций, начальник ЦАГИ (1941—1950), заместитель министра авиационной промышленности СССР (1946—1950), генерал-майор авиации (1943). Заслуженный деятель науки и техники РСФСР.

## Биография
В 1920 году поступил в Московское высшее техническое училище и в 1926 году окончил его по специальности самолётостроение.
С 1925 года работал на 1-м авиационном заводе у Н. Н. Поликарпова, конструктор в опытном отделе, занимался расчётами прочности самолётов.
С 1931 года работал в ЦАГИ, возглавлял отдел прочности.
Работал начальником ЦАГИ с 1941 по 1950 годы. Критически относился к чистым теоретикам :

Помню, например, работы Вальтера. Они сводились к постановкам задачи. Начинались статьи обычно так: «Составим уравнение… вводя преобразование такое-то и такое-то… получим… отсюда следует… дифференциальное уравнение, проинтегрировать которое нам не удалось». — С. Н. Шишкин/В книге «95 лет ЦАГИ». 2013
Принял участие в организации МФТИ, подписал письмо Сталину (1946)
В 1946 году сменил А. С. Яковлева на посту заместителя министра авиационной промышленности.
В 1950 году перешёл на работу в Лётно-исследовательский институт, где сменил на должности начальника лаборатории № 7 (впоследствии лаборатория № 23) своего коллегу по ЦАГИ И. К. Проценко и руководил проводимыми в лаборатории лётно-прочностными испытаниями опытных самолётов.
Преподавал в ВВИА им. Н. Е. Жуковского (1932—1934) и в МАИ (1930—1935).

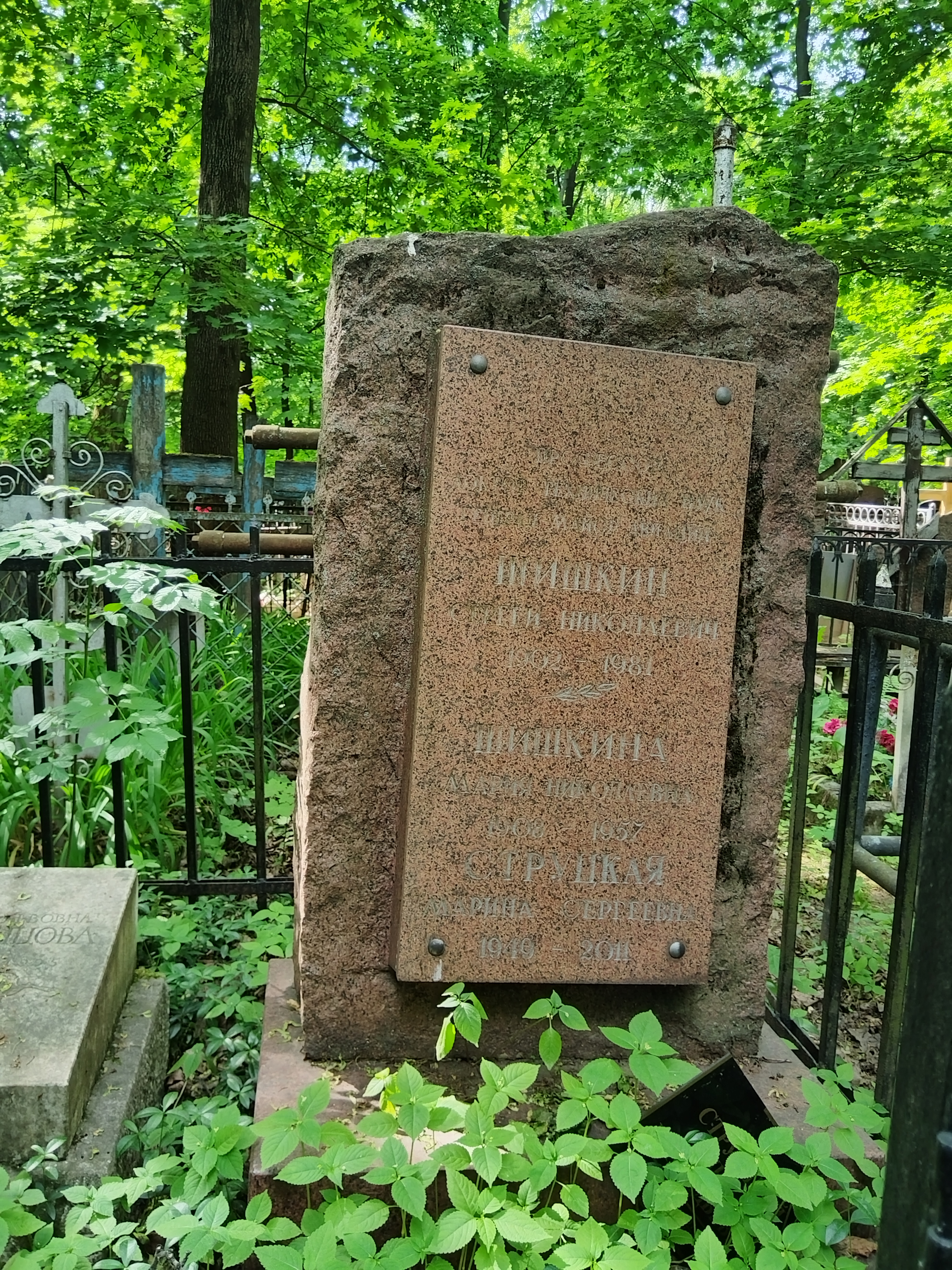
Могила С. Н. Шишкина на Ваганьковском кладбище

Сергей Николаевич Шишкин умер в 1981 году, он похоронен на Ваганьковском кладбище (уч. 43).
Кавалер орденов Ленина (дважды), Трудового Красного Знамени (дважды), Отечественной войны, награждён медалями. Лауреат Сталинской премии 2-й степени (1942).